# Município Ombadja
Município Ombadja är en kommun i Angola.   Den ligger i provinsen Cunene, i den sydvästra delen av landet, 900 km söder om huvudstaden Luanda.
Omgivningarna runt Município Ombadja är huvudsakligen savann. Runt Município Ombadja är det mycket glesbefolkat, med 4 invånare per kvadratkilometer.